# Verba docent, exempla trahunt
Verba docent, exempla trahunt è una locuzione latina che, tradotta letteralmente, significa le parole insegnano, gli esempi trascinano.
È un detto latino che sta a indicare come sono i fatti che danno più credibilità alle parole.